# Булатец
Булатец (укр. Булатець) — правый приток реки Сула, протекающий по Лубенскому району и Лубенскому горсовету (Полтавская область).

## География
Длина — 17 км. Площадь водосборного бассейна — 61,5 км². Русло реки в среднем течении (окраина города Лубны) — 105,2 м.
Река течёт с северо-запада на юго-восток. Река берет начало севернее села Высший Булатец (Лубенский район). Впадает в реку Сула непосредственно южнее села Терны (Лубенский район).
Русло слаборазвитое. На реке есть один крупный пруд. Пойма приустьевого участка реки заболоченная с тростниковой и луговой растительностью.

## Притоки
левые правые нет крупных

## Населённые пункты
Населённые пункты на реке (от истока до устья):
Все на территории Лубенского района, кроме Лубны — Лубенский горсовет
1. Высший Булатец
2. Нижний Булатец
3. город Лубны
4. Бодаква